# Federal Reserve Plaza
Das Federal Reserve Plaza, auch bekannt als Federal Reserve Bank Building, wurde 1977 fertiggestellt und ist mit 614 ft (187 m) Höhe sowie 32 Stockwerken der dritthöchste Wolkenkratzer der Stadt Boston im Bundesstaat Massachusetts der Vereinigten Staaten. Es steht am Dewey Square an der Schnittstelle der Stadtteile Fort Point und Financial District. Hauptmieter ist die namensgebende Bostoner Zweigstelle der Federal Reserve Bank. In unmittelbarer Nähe befinden sich der Boston Harbor, der Fort Point Channel sowie die Boston South Station.
Im unteren Bereich des Gebäudes gibt es einen Durchbruch durch die Gebäudestruktur, um von der See her kommende Windböen hindurch zu lassen. Als Architekt zeichnete sich Hugh Stubbins Jr. von The Stubbins Associates, Inc. verantwortlich. Mehr als 60 Jahre lang hatten die Entwürfe der Gebäude des Federal Reserve Systems starke Ähnlichkeiten mit einer Festung aufgewiesen, weshalb das neue Bostoner Hochhaus dazu einen starken Kontrast darstellte. Das Gebäude wird manchmal auch als The Washboard Building oder als Venetian Blind bezeichnet.

## Architektonische Details
Das Gebäude besteht aus zwei Türmen, zwischen denen die nutzbaren Etagen gewissermaßen „aufgehängt“ sind. Die Fassade besteht an der Front aus Glas, die Seiten sind durch eine Vorhangfassade geschützt, die aus Zwickeln aus anodisiertem Aluminium besteht. Diese bewahren das Gebäude vor Witterungseinflüssen, halten im Sommer die Sonneneinstrahlung ab und erlauben mehr Licht in den Wintermonaten.
Im Gebäude gibt es ein Auditorium, das nach dem Präsidenten und CEO der Federal Reserve Bank of Boston (1968–1988) Frank E. Morris benannt wurde. Es wurde nach den Bedürfnissen der Bank entworfen, wird aber auch an die Gemeinde für öffentliche Veranstaltungen und Mittagskonzerte vermietet. Es gibt auch eine eigene Gartenanlage oberhalb des Straßenniveaus. Das Gebäude war darüber hinaus das erste, in dessen Computerraum ein Switch des Federal Reserve Wire Network installiert wurde.

## Mieter
- Aspen Specialty Insurance Co.
- Cavan Group, The
- Collora LLP
- ConnectEDU
- Italienisches Generalkonsulat – 17. Etage[6]
- Craig & Macauley P.C.
- Dalbar Inc.
- Federal Reserve Bank of Boston
- Harvard Management Company
- Kforce
- Krokidas & Bluestein LLP
- Middleton & Company, Inc.
- Peabody & Arnold LLP
- Wolf, Greenfield P.C.
- 600 Atlantic Federal Credit Union

## Erhaltene Auszeichnungen
| Jahr       | Organisation                                                      | Auszeichnung                             |
| ---------- | ----------------------------------------------------------------- | ---------------------------------------- |
| 2010       | United States Green Building Council (USGBC)                      | LEED-EB Gold designation                 |
| 2009       | The Building Owners and Managers Association (BOMA) of Boston     | The Office Building of the Year (TOBY)   |
| 2010, 2008 | U.S. Environmental Protection Agency (EPA)                        | ENERGY STAR Award                        |
| 1979       | The American Institute of Architects New England Regional Council | AIA Award for Excellence in Architecture |